# La Jeune Fille sans mains
La Jeune Fille sans mains è un film d'animazione francese del 2016, scritto e diretto da Sébastien Laudenbach. Primo lungometraggio del regista, si tratta di una libera trasposizione della fiaba La fanciulla senza mani dei fratelli Grimm.

## Trama
Un poverissimo mugnaio è tentato dal diavolo, che finisce per indurlo a vendergli sua figlia in cambio di ricchezza e prosperità. Quando si rende conto di ciò che sta per accadere, la ragazza riesce a fuggire grazie alla propria purezza, ma non prima che il padre le tagli le mani. Nonostante la sua infermità, la fanciulla riesce a sopravvivere da sola nella natura. Arriva presso un castello dove riceve accoglienza da un giardiniere, finché il principe che abita in questo luogo le concede ospitalità. Innamoratosi di lei, e consegnatole due mani-protesi d'oro come dono di matrimonio, il principe deve però allontanarsi per andare in guerra. Vittima di un trucco del diavolo, la donna ormai mamma fugge con il suo bambino e trova rifugio in una valle isolata nel cuore delle montagne. Dopo molti anni, il principe la ritrova e possono vivere felici.

## Produzione
Nel 2001, la casa di produzione Les Films Pelléas propose a Sébastien Laudenbach l'adattamento dell'opera teatrale di Olivier Py La Jeune Fille, le Diable et le moulin. Lo sviluppo di questo primo progetto durò 7 anni, con vari collaboratori. Nel 2008, il progetto venne abbandonato per mancanza di fondi sufficienti (stimati a 4,4 milioni di euro). Nel marzo 2013, la compagna di Laudenbach (Chiara Malta) si stabilì professionalmente a Villa Medici (Roma) in ambito cinematografico, per un soggiorno di un anno. In quell'atelier, Laudenbach si rimise all'opera sul progetto. Non avendo né i diritti sull'opera teatrale di Py, né il produttore, né la squadra, egli si lanciò da solo, partendo da zero, nella produzione. Fu durante questo periodo che Jean-Christophe Soulageon, con il quale Laudenbach stava realizzando il cortometraggio Daphné ou la belle plante (in coproduzione con Sylvain Derosne), gli offrì di produrre La Jeune Fille sans mains.
Bernard Génin su Positif definisce il risultato finale stupefacente e cita André Gide dove dice che l'arte nasce da vincoli, vive di lotte e muore di libertà. In effetti il film deve il suo stile e la sua bellezza dalle condizioni drastiche in cui è nato e fa pensare alle origini dell'animazione: Émile Cohl e Norman McLaren. Lo stesso regista dice che contrariamente alla grande maggioranza dei lungometraggi d'animazione, dove ogni fotogramma è totalmente finito, egli propone un'immagine non finita, ovvero in-finita.

## Distribuzione
La première mondiale del film ha avuto luogo il 12 maggio 2016 presso la sessantanovesima edizione del Festival di Cannes (sezione ACID).
In Francia, il film è stato distribuito il 14 dicembre 2016.

## Riconoscimenti
- 2016 – Festival International du Film d'Animation d'Annecy
  - Prix du Jury
  - Prix André-Martin
- 2017 – César du Cinéma
  - candidatura Miglior film d'animazione
- 2017 – Tokyo Anime Awards Festival
  - Grand Prize
- 2018 – International Cinephile Society Awards
  - Miglior film d'animazione